# 윈도우 투 고
윈도우 투 고(Windows To Go)는 윈도우 전체 시스템이 USB 플래시 드라이브 또는 외부 USB 드라이브에서 실행할 수 있는 윈도우 8, 윈도우 10의 기능 중 하나이다.

## 역사
2011년 4월, 윈도우 8 빌드 7850가 유출된 뒤, 일부 사용자들은 해당 빌드에 "포터블 워크스페이스 크레이터"라는 프로그램이 포함되었으며 이 프로그램이 부팅 가능한 USB 드라이브를 생성하기 위한 것이라는 사실을 알아냈다.
2011년 9월, 마이크로소프트는 공식적으로 빌드 콘퍼런스에서 "윈도우 투 고"를 발표하고, 사전 설치된 32GB의 부팅 가능한 USB 플래시 드라이브를 배포했다.
"윈도우 투 고" 발표 시 라이선스 관련 세부 사항은 포함되지 않았다.

## 안전 및 보안 기능
데이터 손실을 방지하기 위해 설계된 안전 조치로, 윈도우가 USB 드라이브를 제거하면 전체 시스템을 정지하고, 60초 이내에 삽입하면 즉시 작동을 계속한다. 60초 이내에 USB 드라이브를 다시 삽입하지 않으면 모니터에 표시되거나 RAM에 저장된 기밀 정보의 누출을 방지하기 위해 컴퓨터를 셧다운한다. "윈도우 투 고" 드라이브를 비트로커 기술을 통해 암호화하는 것도 가능하다.

## 같이 보기
- 라이브 USB